# Mario Rivera
Mario Rivera (Santo Domingo de Guzmán, 22 juli 1939 – New York, 10 augustus 2007) was een uit de Dominicaanse Republiek afkomstige Amerikaanse jazzmuzikant (saxofoon, fluit, trompet, piano, vibrafoon, drums, conga).

## Biografie
Op 22-jarige leeftijd verhuisde Rivera vanuit de Dominicaanse Republiek naar New York en begeleidde hij zanger Joe Valle. Hij bracht twee jaar door met bandleider Tito Rodrígues. Tijdens zijn carrière werkte hij samen met Mongo Santamaría, Eddie Palmieri en Machito. In 1988 werd hij lid van het United Nations Orchestra onder leiding van Dizzy Gillespie. Hij was ook lid van de Afro-Cuban Jazz Band onder leiding van Chico O'Farrill. Van de jaren 1970 tot de jaren 1990 werkte hij samen met Tito Puente. Beiden verschenen in de films Calle 54 en The Mambo Kings. Zijn enige soloalbum El Commandante kwam uit in 1996.

## Overlijden
Mario Rivera overleed in augustus 2007 op 68-jarige leeftijd aan de gevolgen van kanker.

## Discografie

### Als leader
- 1994: El Comandante ...The Merengue (Groovin' High)

### Als sideman
Met Willie Colón
- 1975: The Good, the Bad, the Ugly (Fania)
- 1979: Solo (Fania)

Met Cheo Feliciano
- 1976: The Singer (Vaya)
- 1977: Mi Tierra y Yo (Vaya)

Met Dizzy Gillespie
- 1976: Afro-Cuban Jazz Moods met Machito (Pablo)
- 1990: Live at the Royal Festival Hall (Enja)
- 1991: The Winter in Lisbon (Milan)

Met Kip Hanrahan
- 1983: Desire Develops an Edge (American Clave)
- 1985: Vertical's Currency (American Clave)
- 1987: Days and Nights of Blue Luck Inverted (American Clave)
- 1992: Exotica (American Clave)
- 2002: Original Music from the Soundtrack of Pinero (American Clave)
- 2008: Beautiful Scars (American Clave)

Met Conrad Herwig
- 2004: Que Viva Coltrane (Criss Cross)
- 2004: The Latin Side of Miles Davis (Half Note)
- 2006: Sketches of Spain y Mas (Half Note)

Met Giovanni Hidalgo
- 1993: Worldwide (RMM)
- 2001: The Conga Kings met Candido, Carlos Patato Valdes (Chesky)

Met Chico O'Farrill
- 1999: Heart of a Legend (Milestone)
- 2000: Carambola (Milestone)

Met Eddie Palmieri
- 1973: Sentido (Coco)
- 1974: The Sun of Latin Music (Coco)
- 1975: Unfinished Masterpiece (Coco)
- 1978: Exploration (Coco)
- 2001: La Perfecta II (Concord)
- 2003: Ritmo Caliente (Concord)
- 2006: Simpático met Brian Lynch (ArtistShare)

Met Tito Puente
- 1983: On Broadway (Concord Jazz Picante)
- 1984: El Rey (Concord Jazz Picante)
- 1985: Mambo Diablo met George Shearing (Concord Jazz Picante)
- 1986: Sensacion (Concord Jazz Picante)
- 1987: Un Poco Loco (Concord Jazz Picante)
- 1988: Salsa Meets Jazz Concord Jazz met Phil Woods (Concord Picante)
- 1991: Out of This World (Concord Picante)
- 1992: Mambo of the Times (Concord Jazz Picante)
- 1993: Royal T (Concord Picante)
- 1993: Live at the Village Gate (Bellaphon)
- 1994: Master Timbalero (Concord Jazz Picante)
- 1994: In Session (RMM)
- 1996: Special Delivery met Maynard Ferguson (Concord Jazz Picante)
- 1998: Live at Birdland Dancemania '99 (RMM)
- 1999: Mambo Birdland (RMM)
- 2000: Masterpiece/Obra Maestra (RMM)
- 2002: Live at the Playboy Jazz Festival (Concord)

Met Tito Rodriguez
- 1964: Carnival of the Americas (Musicor)
- 1968: Big Band Latino (Musicor)
- 1971: Palladium Memories

Met Típica 73
- 1979: En Cuba Intercambio Cultural (Fania)
- 1980: Charangueando Con La Típica 73 (Fania)
- 1981: Típica 73...Into the 80's (Fania)

Met anderen
- 1973: Pete Yellin, It's the Right Thing (Mainstream)
- 1973: Rafael Cortijo, Y Su Maquina Del Tiempo (Coco)
- 1975: Bobby Paunetto, Paunetto's Point (Pathfinder)
- 1977: Machito, Fireworks (Coco)
- 1977: Pat Patrick, Sound Advice
- 1979: Stanley Turrentine, New Time Shuffle (Blue Note)
- 1980: George Coleman, Big George (Affinity)
- 1980: Jerry Gonzalez, Ya Yo Me Cure (American Clave)
- 1980: Junior Cook, Good Cookin (Muse)
- 1980: La Lupe, En Algo Nuevo (Tico)
- 1980: Laba Sosseh, Salsa Africana Vol. 1 (Sacodis)
- 1983: Alfredo "Chocolate" Armenteros, Chocolate En Sexteto (Caiman)
- 1983: Soledad Bravo, Mambembe
- 1984: Fernando Villalona, Asi Soy Yo (Evesol)
- 1985: Alfredo Rodriguez, Monsieur Oh La La (Caiman)
- 1986: Louie Ramirez, A Tribute To Cal Tjader (Caiman)
- 1986: Tito Gomez, Todo Queremos Mas (Aurora)
- 1991: Daniel Ponce, Chango Te Llama (Mango)
- 1993: Africando, Vol. 1 Trovador (Stern's Africa)
- 1994: Dave Valentin, Tropic Heat (GRP)
- 1994: Juan Luis Guerra, Fogarate! (BMG)
- 1994: Paquito D'Rivera, A Night in Englewood (Messidor)
- 1994: Africando, Vol. 2 Tierra Tradicional (Stern's Africa)
- 2000: Mongo Santamaría, Afro American Latin
- 2002: Juan Pablo Torres, Together Again (Pimenta)
- 2008: Arturo O'Farrill, Song for Chico (Zoho)

- Bibsys: 90699586
- Bibliothèque nationale de France: cb139421659 (data)
- Gemeinsame Normdatei: 13472982X
- International Standard Name Identifier: 0000 0000 5517 4498
- Library of Congress Control Number: n94032529
- MusicBrainz: a3b10600-347c-4091-a8ef-c90b76742e14
- Système universitaire de documentation: 156478633
- Virtual International Authority File: 39566815
- WorldCat: E39PBJk94bpFXc3bFJ6c9CQwmd